# Кёнигсфельс
Кёнигсфельс (нем. von Königsfels) — дворянский и графский род.

## Происхождение и история рода
Товий Кёниг (швед. König), шведский офицер, был возведен 9 октября 1653 года шведской королевой Христиной в дворянское достоинство под именем Кёнигсфельса.
Курляндский дворянин Андрей фон Кёнигсфельс возведен Людовиком XVIII в 1819 г. в графское достоинство Французского королевства. Император Александр I 31 января 1820 позволил ему с потомством пользоваться этим титулом в России.

## Описание герба
по Долгорукову
В голубом поле стоящий ногами в воде муж с бородою в длинном одеянии и в горностаевом нагруднике с дворянскою короною на голове держит в правой руке обнажённый меч, а в левой золотой скипетр.
На щите дворянский шлем и на нём бурелет золотой, красный и голубой, и из шлема выходит муж, подобный вышеописанному. Намёт справа голубой, слева красный, подложен золотом.